# دوريس يونان
دوريس يونان (بالإنجليزية: Doris Younane) (مواليد 25 فبراير 1963) هي ممثلة سينمائية ومسرحية أسترالية من أصل لبناني اشتهرت بدور مويرا دويل في فيلم «بنات ماكلويد». ومن أدوارها الأخرى، تيتيانا في «حلم ليلة منصف الصيف» ويولا فاتوش.

## أفلامها
| سنة  | عنوان           | الدور    | ملاحظات |
| ---- | --------------- | -------- | ------- |
| 1988 | ملائكة شريرون   |          |         |
| 1989 | الرهن           | تينا تود |         |
| 1990 | موت في برونزويك | كارمل    |         |
| 1993 | كسر خاطر ولد    | إفدوكيا  |         |
| 1994 | مقاومة          | روزا     |         |
| 2009 | التركيب         | ماري     |         |

| ستة       | عنوان                        | دور                   | ملاحطات                                       |
| --------- | ---------------------------- | --------------------- | --------------------------------------------- |
| 1992      | الفارة                       | كالياني               | حلقة: "رسالة قانونية"                         |
| 1992      | جميعا معا الأن               | سو جاكوبز             | حلقة: "أنظر من خلال أي نافذة"                 |
| 1993      | جميعا معا الأن               | سو جاكوبز             | حلقة: "دائما على بالي"                        |
| 1993      | فونكس                        | روز هولتون            | حلقة: "مشاركة بالمزحة"                        |
| 1994      | فتاة المحيط                  | سيليا                 | حلقة: "مستعدة للرحيل"                         |
| 1994-1995 | هارتبريك هاي (تلفاز)         | يولا فاتوش            | حلقة 53                                       |
| 1995      | نحن وهم                      | بيرني                 | حلقة 13                                       |
| 1996      | جي بي                        | كارولاين ديكزن        | Episode: "The Ceremony of Innocence"          |
| 1997      | صرخة قتل                     | ميشيل يالزان          | حلقة: "مات وارتاح"                            |
| 1998      | غانتري رو 13                 | بيني                  | فلم تلفازي                                    |
| 1998      | الجانب المجنون (مسلسل)       | زيلدا أوسوليفان       | حلقة: "1.9"                                   |
| 1999      | العقص (مسلسل)                | ليزي هاربر            | حلقة: "سالساالجزء 1 والجزء 2"                 |
| 1999      | تغير البحر (مسلسل)           | إلينا كونورز          | حلقة: "قلب محطم وقشريات" حلقة: "إسبح أو إغرق" |
| 1999      | تشاك فن (مسلسل)              | Natasha               | حلقة: "ودعا السيد ففيبس"                      |
| 2000      | عالفاكس في بي                | أيما فيرد             | حلقة: "شخص مثير للاهتمام"                     |
| 2001      | جرذان الماء (مسلسل)          | بام إيليوت            | حلقة: "البروقراطية تتحكم، حسنا؟"              |
| 2002      | بنات ماكلويد (مسلسل)         | مويرا/ ميرندا الغامضة | حلقة: "أنتهى السيد اللطيف"                    |
| 2003      | بنات ماكلويد (مسلسل)         | مويرا/ ميرندا الغامضة | حلقة: "رؤية النور"                            |
| 2003      | بلاكجاك (تلفاز)              | كريسنين أورمند        | فيلم تلفازي                                   |
| 2004      | بلاك جاك: العلوم اللذيذة     | كريستين فالاس         | فيلم تلفازي                                   |
| 2005      | جميع القدسين (تلفاز)         | تشارلين بوندر         | حلقة: "خطيئة الأمهات"                         |
| 2005      | بلاك جاك: في المال           | كريستين فالاس         | فيلم تلفازي                                   |
| 2005      | بلاك جاك: لعبة الأص النهائية | كريستين فالاس         | فيلم تلفازي                                   |
| 2005-2009 | بنات ماكلويد (مسلسل)         | مويرا                 | حلقة 91                                       |
| 2009      | شاهد زور                     | جيني بشير             | فيلم تلفازي                                   |
| 2010      | رايك (مسلسل)                 | مدام حبيب             | حلقة: "ر ضد تشاندلر"                          |
| 2025      | خل التفاح                    |                       |                                               |

## روابط خارجية
- دوريس يونان على موقع IMDb (الإنجليزية)
- دوريس يونان على موقع روتن توميتوز (الإنجليزية)
- دوريس يونان على موقع قاعدة بيانات الفيلم (الإنجليزية)